# Joc de trons
|  | Aquest article tracta sobre el llibre. Si cerqueu la sèrie de televisió d'HBO, vegeu «Game of Thrones». |

Joc de Trons, publicada originalment sota el títol anglès A Game of Thrones, és la primera de les set novel·les planejades de la sèrie Cançó de gel i de foc, de l'autor estatunidenc George R. R. Martin. Va ser publicada als Estats Units el 6 d'agost de 1996 i a Catalunya el 2011. La novel·la va ser nominada al Premi Nebula de 1998 i al Premi Mundial de Fantasia de 1997, i va guanyar el Premi Locus de 1997. La novel·la curta Blood of the Dragon, amb els capítols de Daenerys Targaryen, va guanyar el Premi Hugo de 1997 a la millor novel·la curta.
Aquesta novel·la ha donat lloc a diferents objectes basats en la novel·la, com un joc de cartes, un joc de taula i un joc de rol, i el canal de televisió HBO ha creat una sèrie de televisió ambientada en la sèrie de llibres, anomenada quasi igual que aquest: "Game of Thrones".

## Argument

### Abans del llibre
Joc de Trons es situa en els Set Regnes de Ponent, una terra que recorda l'Europa Medieval. A Ponent les estacions duren anys, de vegades dècades.
Quinze anys abans de l'època en què se situa la novel·la, els Set Regnes es trobaven immersos en una guerra civil, coneguda alternativament com la Rebel·lió de Robert o la Guerra de l'Usurpador. El príncep Rhaegar Targaryen va segrestar Lyanna Stark, despertant la ira de la seva família i la del seu promès, Robert Baratheon. L'anomenat rei boig, Aerys II Targaryen, va executar el pare i el germà gran de la Lyanna quan tots dos van exigir que fos retornada sana i estàlvia. Aleshores el seu segon germà, Eddard, es va unir al seu amic d'infantesa Robert Baratheon i a Jon Arryn, que els havia acollit com a pupils, i van declarar la guerra als Targaryen, garantint prèviament la lleialtat de la Casa Tully i la Casa Arryn a través d'un entrellat de matrimonis dinàstics (Eddard Stark amb Catelyn Tully i Jon Arryn amb Lysa Tully). La poderosa Casa Tyrell va seguir donant suport al rei, però la Casa Lannister i la Casa Martell no van intervenir-hi, mantenint-se al marge, a causa dels insults del rei contra les seves cases. La guerra civil va arribar al seu punt culminant a la batalla del Trident, quan el Príncep Rhaegar va morir a mans de Robert Baratheon. Els Lannister van fer creure al rei Aerys que li donaven suport però després s'hi van posar en contra i van saquejar la capital, Port Reial. Jaime Lannister de la Guàrdia del Rei va matar el rei Aerys i la Casa Lannister va jurar lleialtat a Robert Baratheon. Els Tyrell i la resta de fidels al rei Aerys es van rendir i Robert Baratheon va ser declarat rei dels Set Regnes. Lamentablement, durant la guerra Lyanna Stark havia mort, aparentment de malaltia, i Robert Baratheon es va trobar sense promesa. Finalment es va casar amb Cersei Lannister per a consolidar l'aliança. Tot i la victòria de Robert, els fills menors del rei boig, Viserys i Daenerys, van poder escapar-se a través del mar i van ser portats a un lloc segur per criats fidels. Després de la guerra, la Casa Martell va optar per aïllar-se, ja que els soldats Lannister, durant l'assalt de la capital, havien assassinat Elia, esposa del príncep Rhaegar i germana del príncep Doran, i els seus fills petits.
Sis anys més tard, el Rei Robert va demostrar la seva fermesa derrotant una rebel·lió iniciada per Balon Greyjoy de les Illes del Ferro. Els dos fills grans de Balon van morir durant el conflicte i el seu fill menor, Theon, va ser lliurat a Eddard Stark com a pupil.

### Resum del llibre
En una terra màgica i mística on els estius poden durar dècades i els hiverns tota una vida, està a punt de desencadenar-se el conflicte. El fred s'acosta, i en les glaçades estepes del nord, a Hivèrnia, forces sinistres i sobrenaturals es congreguen rere el Mur protector del reialme. Al centre del conflicte es troben els Stark d'Hivèrnia, una família tan aspra i indomable com la terra on han nascut. Passant ràpidament d'una terra de fred brutal a un reialme llunyà i estiuenc d'abundor epicúria, es desplega una història de senyors i dames, de soldats i bruixots, d'assassins i bastards, que s'ajunten en un temps de lúgubres presagis. Entre els complots i contracomplots, la tragèdia i la traïció, la victòria i el terror, el destí dels Stark, els seus aliats i els seus enemics depèn d'uns perillosos equilibris, com els intents de vèncer el més mortal dels conflictes: el joc de trons. Algunes de les crítiques que es fan a Joc de Trons apunten que George R. R. Martin ha creat una obra mestra, combinant misteri, intriga, romanticisme i aventura en una sèrie èpica.

## Capítols
Cada capítol de Joc de Trons és narrat en un punt de vista. El nom del narrador de cada capítol surt a l'inici de cada capítol.
La història de Joc de trons és narrada a través dels ulls de 8 personatges principals i un pròleg:
- Pròleg: Will, un home de la Guàrdia de la Nit.
- Eddard Stark, Guardià del Nord i Senyor d'Hivèrnia, Mà del Rei.
- Catelyn Stark, de la Casa Tully, dona d'Eddard Stark.
- Sansa Stark, filla major d'Eddard i Catelyn Stark.
- Arya Stark, filla menor d'Eddard i Catelyn Stark.
- Bran Stark, segon fill d'Eddard i Catelyn Stark.
- Jon Neu, fill bastard d'Eddard Stark.[6]
- Tyrion Lannister, germà de la Cersei Lannister i fill de Tywin Lannister.
- Daenerys Targaryen, germana de Viserys Targaryen que obtè el títol de khaleesi.

## Premis i nominacions
- Premi Locus – Millor Novel·la (Fantasia) (Guanyadora) – (1997)
- Premi Mundial de Fantasia – Millor Novel·la (Nominada) – (1997)
- Premi Hugo – Millor Novel·la Curta per Blood of the Dragon (Guanyadora) – (1997)
- Premi Nebula – Millor Novel·la (Nominada) – (1997)
- Premi Ignotus – Millor Novel·la Estrangera (Guanyadora) – (2003)

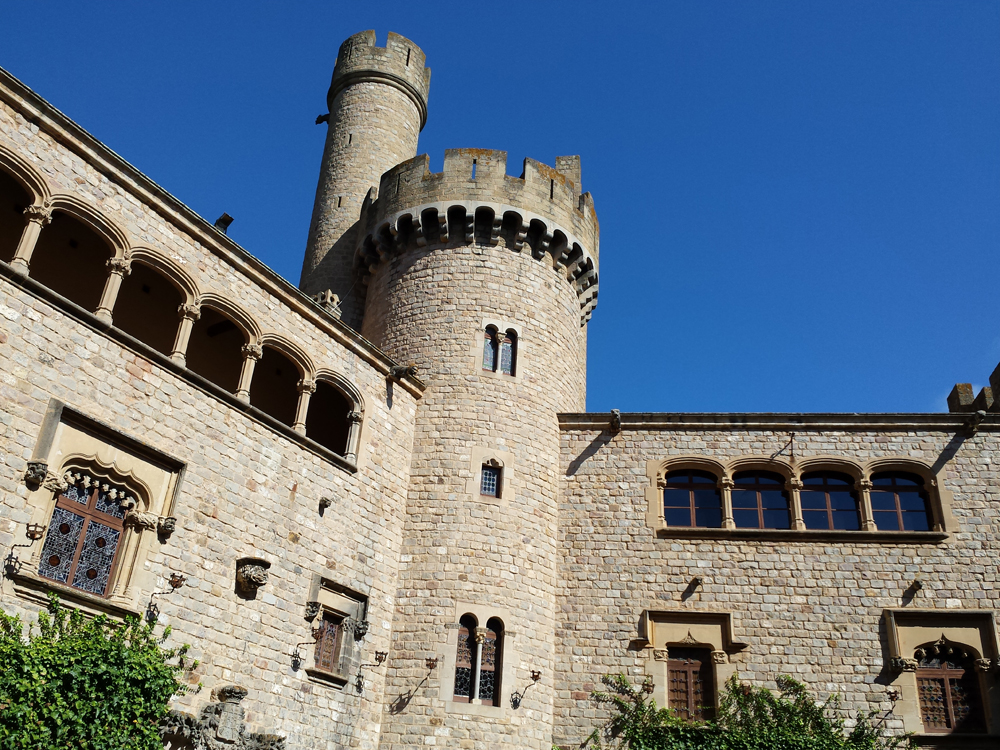
Castell de Santa Florentina

## Sèrie de televisió
Article principal: Game of Thrones
La cadena nord-americana HBO ha emès una sèrie de televisió basada en la saga Cançó de Gel i Foc. Actualment s'han emès vuit temporades, la darrera de les quals s'estrenà el 14 d'abril de 2019. La sèrie no és disponible en català.
Es tracta d'un joc de poder, "Quan es juga a aquest joc, només es pot guanyar o perdre" - Cersei Lannister. Al·lusió a la ferocitat dels personatges de la sèrie, que faran tot el que calgui, per molt que trenqui els codis morals per aconseguir el poder i el seu propi benestar.
La sisena temporada d'aquesta sèrie és gravada parcialment a Catalunya. Les localitzacions triades foren diversos carrers del barri antic de Girona i el Castell de Santa Florentina de Canet de Mar.

## Recepció
Joc de trons ha rebut l'aclamació de la crítica. Lauren K. Nathan d'Associated Press va escriure que el llibre "atrapa el lector de la pàgina 1" i es troba en un "magnífic" món fantàstic "místic, però que encara és versemblant". Steve Perry va dir als lectors de The Oregonian que la trama és "complexa i fascinant" i que el llibre és "ric i vistós" amb "tots els elements d'una gran novel·la fantàstica". Escrivint a The Washington Post, John H. Riskind va comentar que "molts aficionats a les bruixes i les espases gaudiran de l'abast èpic d'aquest llibre", però va considerar que el llibre "pateix personatges unidimensionals i imatges menys memorables". Phyllis Eisenstein de Chicago Sun-Times va escriure que, tot i que el llibre utilitza molts tropes de fantasia genèrics, l'enfocament de Martin és "tan refrescantment humà i íntim que els transcendeix". La va descriure com "una combinació absorbent d'allò mític, d'allò més històric i intensament personal"." John Prior, escrivint al San Diego Union-Tribune, va anomenar l'escriptura de Martin "forta i imaginativa, amb un munt d'intriga bizantina i lluita dinàstica", i la va comparar amb els llibres de La Roda del Temps de Robert Jordan, "encara que molt més foscos, sense comèdia ni romanç per alleujar el desagradable".
El 5 de novembre de 2019, BBC News va incloure "Joc de trons" a la seva llista de les "100 novel·les més inspiradores".